# Nậm Sỏ
Nậm Sỏ là một xã thuộc huyện Tân Uyên, tỉnh Lai Châu, Việt Nam.
Xã Nậm Sỏ có diện tích 158 km², dân số năm 1999 là 4590 người, mật độ dân số đạt 29 người/km².

## Vị trí địa lý
Xã Nậm Sỏ nằm ở phía Tây Nam của huyện Tân Uyên,có diện tích 15.879,60 ha. Địa giới hành chính được xác định như sau:
+ Phía Bắc tiếp giáp xã Mường Khoa;tiếp giáp xã Nậm Cuổi huyện Sìn Hồ.
+ Phía Nam tiếp giáp các xã huyện Quỳnh Nhai tỉnh Sơn La.
+ Phía Đông tiếp giáp xã Tà Mít và xã Nậm Cần.
+ Phía Tây tiếp giáp xã Nậm Cuổi huyện Sìn Hồ.
Xã Nậm Sỏ có địa hình chia cắt phức tạp, chủ yếu là địa hình đồi núi cao, chỉ có những dải đất bằng phẳng ở khu ven suối, ven chân đồi. Các dạng địa hình chủ yếu chia làm hai loại địa hình cơ bản như sau:
+ Địa hình thung lũng bãi bằng chiếm diện tích rất nhỏ trong tổng diện tích đất tự nhiên, phân bố xen kẽ giữa địa hình đồi núi, chủ yếu ở khu vực ven suối Nậm Sỏ, suối Nậm Ngò, suối Nậm Cả, suối Quai Đón..
+ Địa hình núi cao, sườn dốc chiếm trên 80% diện tích đất tự nhiên, là các dãy núi cao, một phần nhỏ được đưa vào trồng rừng còn phần lớn là chưa đưa vào sử dụng.

## Khí hậu
Xã Nậm Sỏ mang đặc điểm của vùng nhiệt đới núi cao Tây Bắc, ít chịu ảnh hưởng của bão. Thời tiết trong năm chia thành 2 mùa rõ rệt: Mùa đông lạnh, mưa ít và mùa hạ nóng ẩm, mưa nhiều.
+Chế độ mưa:
Xã có lượng mưa tương đối lớn, trung bình là từ 1.800 mm đến 2.000 mm/năm. Hàng năm mùa mưa bắt đầu từ tháng 4 và kết thúc vào tháng 10, trùng với kỳ thịnh hành của gió mùa Tây. Mùa khô bắt đầu từ tháng 11 đến tháng 3 năm sau, lượng mưa ít(316,4mm). Lượng mưa lớn nhất vào tháng 7, chiếm 87,5% lượng mưa cả năm.
Độ ẩm phụ thuộc vào sự phân bố lượng mưa hằng năm, những tháng mùa mưa độ ẩm tương đối đạt 85%. Các tháng mùa khô từ 75% - 80%.
+ Chế độ nhiệt:
Nhiệt độ ở xã Nậm Sỏ có sự phân biệt rõ rệt giữa các vùng,vùng núi cao có nhiệt độ bình quân 15 °C, vùng núi trung bình có nhiệt độ bình quân đạt 20 °C. ở vùng thấp <700m nhiệt độ bình quân cao hơn 23 °C.
Nhiệt độ bình quân năm là 22,4 °C, tháng giêng có nhiệt độ 15 °C - 17 °C, tháng 7 có nhiệt độ bình quân 26 °C; nhiệt độ tối cao tuyệt đối là 39 °C; nhiệt đọ thấp nhất là 1 °C.
+ Chế độ gió:
Do cấu trúc địa hình trong khu vực phức tạp đã tạo ra 03 loại gió chính như sau: Gió mùa Tây Nam thịnh hành từ tháng 3 đến tháng 7 và thường gây ra hiệu ứng phơn, rất khô và nóng; gió mùa Đông Nam thổi mạnh từ tháng 4 đến tháng 10, gây ra mưa lớn, nhất là các sườn đón gió; từ tháng 11 đến tháng 3 có gió mùa Đông Bắc, nhưng khi thổi vào khu vực xã Nậm Sỏ đã bị biến tính mạnh, tốc độ gió đã giảm và gây nên kiểu thời tiết khô lạnh.
Thủy văn: Chế độ thủy văn của xã rất phức tạp, chịu ảnh hưởng chế độ thủy lưu của các con suối như suối Nậm Là, Nậm Sỏ, Nậm Ngò, Nậm Cả,Quai Đón… Các con suối này đều bắt nguồn các dãy núi cao nên có chế độ thủy lưu phức tạp. Đặc biệt vào mùa mưa gây hiện tượng lũ lụt, sạt lở. Vào mùa khô thì các con suối cạn kiệt, thiếu nước sản xuất và sinh hoạt của nhân dân.
```
Với đặc điểm khí hậu, thời tiết, thủy văn như phân tích ở trên cho thấy việc sản xuất và sinh hoạt của nhân dân gặp rất nhiều khó khăn, cuộc sống của người dân phụ thuộc nhiều vào thời tiết, cây trồng, vật nuôi bị ảnh hưởng đến sinh trưởng và phát triển.
```

Nhiều năm qua xã đã chú trọng đến công tác tu bổ nâng cấp hệ thống thủy lợi, phục vụ cho việc sản xuất nông nghiệp. * Cơ sở hạ tầng

## Giao thông
Trên địa bàn xã Nậm Sỏ có đường trục chính tuyến từ xã Thân Thuộc – Nậm Cần – UBND xã Nậm Sỏ, đường trục từ UBND xã Nậm Sỏ đến xã Tà Mít, từ ngã ba Thó Ló- Hua Sỏ đi huyện Sìn Hồ, đường trục bản, đường ngõ bản, đường trục chính nội đồng.
Đường trục xã, liên xã:
+ Đường trục chính tuyến từ xã Thân Thuộc – Nậm Cần – UBND xã Nậm Sỏ dài 27 km, mặt đường rộng 6,0m, nền đường rộng 7,0m đã được trải nhựa toàn bộ, đi lại thuận tiện trong mùa mưa.
+ Đường trục từ UBND xã Nậm Sỏ đến xã Tà Mít dài 15,0 km, nền đường rộng 6,0 m đã được trải nhựa toàn bộ.
```
+ Đường trục xã từ ngã ba Thó Ló – Hua Sỏ đi Sìn Hồ dài 16,0
 
km, nền đường rộng 6 m đã được trải nhựa hoàn toàn.
```

## Giáo dục
Xã có 10 điểm trường mầm non với 18 lớp. 02 trường tiểu học chia ra làm 2 khu vực với 16 điểm trường và 01 trường trung học cơ sở, cụ thể như sau:
```
- Trường mầm non:
```

```
+ Gồm 2 trường chính và 08 điểm trường tại các bản, hầu hết các phòng học đã được kiên cố.
```

```
- Trường tiểu học:
```

```
+ Gồm 2 trường chính và 16 điểm tại các bản.Có tổng số 74 phòng học có 69 phòng kiên cố 05 phòng tạm với 1456 học sinh.
```

```
- Trường trung học cơ sở:
```

```
+ Có 01 trường PTDT BT THCS Nậm Sỏ tại trung tâm xã
```